# Winifred Maxwell
Winifred Maxwell, född 1680, död 1749, var en skotsk jakobit, känd för sin roll under Jakobitupproren 1715. Hon hjälpte sin make William Maxwell, 5th Earl of Nithsdale att rymma från Towern 1716. 